# Jan Soukens

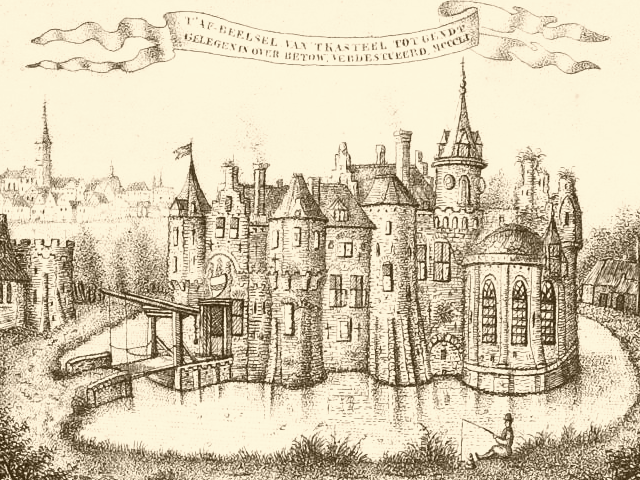
Kasteel Gendt (Jan Soukens)

Jan Soukens (? – ca. 1725) was een Noord-Nederlands graveur en schilder van voornamelijk landschappen.
Hij was de zoon van IJsbrand Soukens, een laken- en zijdehandelaar. Volgens de kunstschrijver Houbraken was hij geboren in Zaltbommel. Soukens trouwde met Antonia Muurmans en hertrouwde na haar overlijden. Hij had twee zonen, Hendrick en Gijsbert Soukens, die hij later ook in het vak opleidde.
Van 1678 tot zijn overlijden was Soukens actief in Zaltbommel. In zijn werk is de invloed van Herman Saftleven zichtbaar, en hij oefende zelf invloed uit op de monogrammist ISvM. Hij was een leerling van Johannes Vorstermans en gaf later zelf les aan zijn zonen.
- Biografisch Portaal: 92749368
- Digitale Bibliotheek voor de Nederlandse Letteren: souk001
- RKD-Nederlands Instituut voor Kunstgeschiedenis: 74020
- Union List of Artist Names: 500108276
- Virtual International Authority File: 96491169